# غلامحسین ابتهاج
غلامحسین ابتهاج (۱۲۷۷ رشت – مرداد ۱۳۴۴ اسپانیا) سیاستمدار ایرانی بود که سمت‌هایی چون شهردار تهران و نماینده مجلس شورای ملی را برعهده داشت. او نماینده لاهیجان و لنگرود در دوره ۱۶ و نماینده بندر انزلی در دوره ۱۹ مجلس شورای ملی و نماینده همین شهر در مجلس مؤسسان دوم (۱۳۲۸ ه‍.ش) بود.

## خانواده و تحصیلات
غلامحسین ابتهاج فرزند میرزا ابراهیم خان ابتهاج‌الملک تفرشی، پیشکار سردار منصور بود. در سال ۱۲۹۱ برای تحصیل به بیروت و پاریس رفت. به دلیل شروع جنگ جهانی اول نتوانست ادامه تحصیل دهد. به ایران بازگشت و تحصیلات خود را در مدرسه آمریکایی رشت ادامه داد.
به نقلی پدر او به دست یکی از اسلام‌گرایان به واسطه بهائی بودن و رابطه نزدیک با انگلیسیها، با داس، کشته می‌شود.
ابتهاج مانند برادرش ابوالحسن تحصیلات ابتدایی را در مدرسه بهائی تربیت آغاز نمود. 
بعد از پایان تحصیلات غلامحسین به خدمت کنسولگری انگلیس در رشت درآمد. در جریان جنبش جنگل پدرش کشته و او و برادرش ابوالحسن به جرم همکاری با انگلیس‌ها دستگیر و به اعدام محکوم شدند اما با وساطت احسان الله خان دوستدار نجات یافتند.

## فعالیتهای اداری و سیاسی
ابتهاج که مدتی را در کنسولگری به عنوان مترجم گذرانده بود به تهران رفت و به عنوان منشی در دفتر صدارت عظمی (نخست‌وزیر) و سپس رئیس دفتر حاکم گیلان مشغول به کار شد. سپس به ریاست دفتر وزارت فوائد عامه رسید. در سال ۱۳۰۸ به شرکت راه‌آهن جنوب رفت و معاون اداره طرق و شوارع شد.
ابتهاج در سال ۱۳۱۰ به وزارت امور خارجه منتقل و سمت دبیر اولی سفارت ایران در انگلستان و سپس مصر را برعهده گرفت.در سال ۱۳۱۲ به اتهام تبانی در قرارداد با شرکتی انگلیسی از کار معلق شد اما سال بعد و پس از برگشت از انگلستان به ریاست اداره جلب سیاحان رسید.
ابتهاج سپس به شهرداری رفت و در ۱۳۱۷ معاون و مدتی نیز سرپرست شهرداری تهران شد. چندی هم در اداره شیلات فعالیت کرد و دوباره به شهرداری برگشت و در سال ۱۳۲۳ شهردار تهران شد. در این سمت متهم به اختلاس و فساد اداری شد ولی در دادگاه از این اتهامات مبری شد.
در سال ۱۳۲۸ ابتهاج نماینده مردم بندر انزلی در مجلس مؤسسان دوم شد که اصولی از قانون اساسی را تغییر داد. در همین سال دوباره شهردار تهران شد ولی در اواخر سال که به نمایندگی لاهیجان در مجلس شورای ملی (دوره شانزدهم) انتخاب شده بود، استعفا داد.
در این دوره از مجلس او در صف مخالفان دولت مصدق بود. سپس برای گسترش و تأسیس شرکت هواپیمایی ایران به اروپا رفت.پس از کودتای ۲۸ مرداد، تیمسار زاهدی برای بار سوم ابتهاج را به سمت شهرداری تهران منصوب کرد. در دوره نوزدهم مجلس شورای ملی به نمایندگی از بندر انزلی به مجلس رفت.
ابوالحسن ابتهاج که از کارگزاران مهم اقتصادی دوران پهلوی بود، برادر غلامحسین ابتهاج است. برادرزاده‌اش هوشنگ ابتهاج (ه.ا. سایه) نیز شاعر نامدار معاصر است.